# Song Aimin
Song Aimin (née le 15 mars 1978 à Hengshui) est une athlète chinoise, spécialiste du lancer du disque.

## Biographie
Elle a lancé le disque à 65,33 m à Shijiazhuang le 24 mai 2003.
Médaille d'argent aux Jeux asiatiques 2002 et d'or 2006.

### Palmarès
| Date | Compétition                | Lieu      | Résultat | Marque  |
| ---- | -------------------------- | --------- | -------- | ------- |
| 2002 | Jeux asiatiques            | Busan     | 2e       | 61,80 m |
| 2003 | Championnats du monde      | Paris     | 7e       | 63,84 m |
| 2003 | Jeux afro-asiatiques       | Hyderabad | 3e       | 58,41 m |
| 2005 | Universiade                | Izmir     | 2e       | 61,74 m |
| 2005 | Championnats d'Asie        | Incheon   | 1re      | 65,15 m |
| 2005 | Championnats du monde      | Helsinki  | 10e      | 57,90 m |
| 2005 | Jeux de l'Asie de l'Est    | Macao     | 1re      | 64,32 m |
| 2006 | Jeux asiatiques            | Doha      | 1re      | 63,52 m |
| 2006 | Coupe du monde des nations | Athènes   | 3e       | 61,47 m |
| 2008 | Jeux olympiques            | Pékin     | 3e       | 62,20 m |
| 2009 | Championnats du monde      | Berlin    | 5e       | 62,42 m |
| 2009 | Championnats d'Asie        | Canton    | 1re      | 63,90 m |
| 2010 | Jeux asiatiques            | Canton    | 2e       | 64,04 m |

## Records
| Épreuve          | Performance | Lieu  | Date            |
| ---------------- | ----------- | ----- | --------------- |
| Lancer du disque | 65,44 m     | Jinan | 22 octobre 2009 |